# روبرت دوغان (سياسي)
روبرت دوغان هو سياسي أمريكي، ولد في 27 يناير 1926، وتوفي في 5 مارس 1974. نشط حزبياً في الحزب الجمهوري.